# 仲宿
仲宿（日语：／ Nakajuku */?）是東京都板橋區的町名，為未設丁目的單獨町名。 
板橋區全域已實施住居表示。

## 地理
仲宿是位於板橋區東南部，町域狹小，北與本町、稻荷台以石神井川為界，東鄰加賀，南連板橋，西通冰川町。國道17號（中山道）與首都高速5號池袋線通過町域西邊，南端是東京都道317號環狀六號線（山手通）終點。町內是以舊街道為中心的商業區。

### 河川
- 石神井川（日语：石神井川）

## 歷史
廢藩置縣以前屬武藏國豊島郡下板橋宿。本地是江戶時代舊中山道板橋宿的中心地帶。

### 沿革
- 1871年（明治4年）：編入東京府。實施大區小區制（日语：大区小区制）。
- 1878年（明治11年）：依據郡區町村編制法（日语：郡区町村編制法）設置北豐島郡，屬東京府北豐島郡下板橋宿。
- 1884年（明治17年）：町內的舊宿場建物因大火幾乎全毀。
- 1888年（明治21年）：東京府第一條府道王子新道開通。
- 1889年（明治22年）4月1日：市制町村制施行，屬東京府北豐島郡板橋町大字下板橋。板橋町役場設於此地。
- 1923年（大正12年）：王子（王志とも）乘合自動車商會（戰後整合為國際興業巴士（日语：国際興業バス））開始營運王子站 - 板橋役場 - 志村戶田橋間的路線巴士。
- 1932年（昭和7年）：建造第一條鋼筋混凝土橋樑板橋（日语：板橋 (石神井川)）
- 1932年（昭和7年）10月1日：東京府內市郡合併，板橋區成立，屬東京府東京市板橋區（舊）板橋町五、六、八、十丁目（1943年8月1日東京都制施行）。
- 1933年（昭和8年）：中山道新道（國道17號）開通。
- 1940年（昭和15年）：東京都道317號環狀六號線（山手通）開通。
- 1944年（昭和19年）：都電志村線（日语：都電志村線）開通，在板橋八丁目設置（之後的仲宿）車站。
- 1957年（昭和32年）5月1日：地番整理，（舊）板橋町五、六、八、十丁目各一部分區域合併為仲宿。
- 1966年（昭和41年）5月28日：都電志村線廢止。
- 1968年（昭和43年）12月27日：都營地下鐵6號線開通，板橋區役所前站開業。
- 1972年（昭和47年）：板橋（日语：板橋 (石神井川)）改建。
- 1973年（昭和48年）：因首都高速5號池袋線建設工程，乘蓮寺移往赤塚。
- 1977年（昭和52年）8月19日：首都高速5號池袋線北池袋出入口 - 高島平出入口開通。

### 地名由來
舊板橋宿因距離上方（京）的遠近，分為上宿、仲宿、平尾宿。此為仲宿的由來。

## 交通

### 鐵道
- 東京都交通局
  - 都營地下鐵三田線：板橋區役所前站－全列車停車。車站所在地為板橋二丁目，A1出口與月台一部分位於本町町域。
    - 南行：巢鴨、日比谷、目黑方向－經東急目黑線直通運轉至東急東橫線日吉站。
    - 北行：志村坂上、西高島平方向

### 巴士
- 國際興業巴士（日语：国際興業バス）
  - 仲宿
    - 池20：往池袋站西口、往高島平操車場
    - 池21：往池袋站西口、經高島平站往舟渡町

### 道路
- 國道17號（中山道）
- 首都高速中央環狀線
- 首都高速5號池袋線
- 東京都道317號環狀六號線（山手通）
- 東京都道420號鮫洲大山線（日语：東京都道420号鮫洲大山線）
- 王子新道

### 橋梁
- 板橋
- 番場橋
  - 皆在石神井川上。番場是下板橋宿的字名。

## 設施
- 吉屋（日语：よしや）仲宿店
- LIFE（日语：ライフコーポレーション）（ライフ）仲宿店
- 板橋區立仲宿保育園
- 成田山板橋遍照寺

## 備註
1. ↑  住民基本台帳による町丁目別世帯数及び人口表-東京都板橋区
2. ↑  板橋区教育委員会『いたばしの地名』，1995年3月，P127。